# Циклон Булбул
Веома јака циклонска олуја Булбул представља јак тропски циклон који је у новембру 2019. погодио индијску државу Западни Бенгал као и Бангладеш, проузрокујући олујне пљускове, обилне кише и поплаве широм ових области. Након преласка Индокинеског полуострва, остаци тешке тропске олује Матмо ушли су у Андаманско море. Почео је да се формира преко јужног Бенгалског залива почетком новембра, а затим се постепено појачао у циклонску олују док се кретао ка северу. То је тек четврти тропски циклон икада забележен да се регенерише над Андаманским морем, прелазећи преко југоисточне Азије. Уз то, тек је други циклон који је достигао јачину урагана, а први је забележен 1960. године.

## Метеоролошка историја
Дана 28. октобра, у близини Палауа настала је тропска депресија коју је 30. октобра Јапанска метеоролошка агенција (ЈМА) назвала Матмо. Истог дана, олуја је изазвала клизишта у Вијетнаму, доносећи пуно обилне кише, узрокујући поплаве. Полако се смањивао и успорио док је прелазио преко Индокинеског полуоствра следећих неколико дана, постајући тек депресија.
Дана 2. новембра остаци циклона Матмо су се појавили у северном Андаманском мору. Метеоролошке агенције су почеле да показују интересовање за олујом док се она полако реорганизовала и развила. Потом се 5. новембра у потпуности трансформисала у циклон. Ојачавши у циклонсу олују, Индијско метеоролошко одељење (ИМД) доделило му је назив Булбул. Наредна три дана циклон је наставио са интензивирањем и повећавањем брзине, међитим и даље се полако кретао ка северу и учинио да ИМД изда обалска упозорења за Бангладеш и Западни Бенгал из Индије и забрани све активности у сфери риболова, активности на плажама и пловидбу у Бенгалском заливу и око њега. Отприлике дан касније, Булбул се искрцао у близини острва Сагар у западном Бенгалу, око 18:30 часова 9. новембра, усмртивши најмање двоје људи и ослабивши натраг у снажну циклонску олују када се спустио на земљу и изазвао олујни налет. Недуго након интеракције са копном, Булбул је брзо ослабио у тропску депресију наредног дана када је почео да се креће преко Бангладеша, ипак и даље проузрокујући веома јаке кише.

## Удар и последице

### Индија

#### Одиша
У Одиши, спољашни појаси циклона наносили су обилну кишу и пљускове, проузрокујући пољопривредну штету, чипавши дрвеће и кидавши далеководе. Мада је, у оквиру акције спасавања, око 350 локалних становника села у Балесоре округу одведено у склоништа за циклоне како се олуја приближавала. Процењује се да је 200.000 хектара усева оштећено у целој држави. Двоје људи је погинуло у несрећама везаним за ово невреме.

#### Западни Бенгал
Сручавање Булбула на западни Бенгал, око шуме Сундербан Данчи, донело је изузетно јаку кишу и ветрове и до 135 км/ч већини јужног дела државе. 59-годишњи мушкарац је настрадао након струјног удара изазваног бандером, а други је погинуо услед урушавања зида. Пре него што је циклон уопште слетео на тло, човек је настрадао након што је на њега пала грана дрвета цедра. Попадала стабла проузроковала су блокаду путева широм Колкате, а чланови Градске корпорације Колката (КМЦ) уклонили су те блокаде. Рад међународног аеродрома Нетаџи Субас Чандра Босе у Калкути обустављен је на 12 сати.
Широм Западног Бенгала, око 3,5 милиона људи било је директно погођено циклоном; У несрећама везаним за олују погинуло је четрнаесторо људи. Укупно је 517,535 домова и 1,489,924 хектара усева оштећено или уништено, а губици су достигли 238,11 милијарди индијских рупија (3,35 милијарди УСД).
Одељење за јавно здравље западног Бенгала дистрибуирало је 435.000 церада и 620.000 контејнера за воду за погођена подручја.

### Бангладеш
Циклон је проузроковао велику штету по обали Бангладеша, услед чега је погинуло 25 људи. Изгубљено је око 72 000 метричких тона усева, укупне вредности 2,6 милијарди бангладешке таке (31 милион УСД).